# Aerolínea de Antioquia

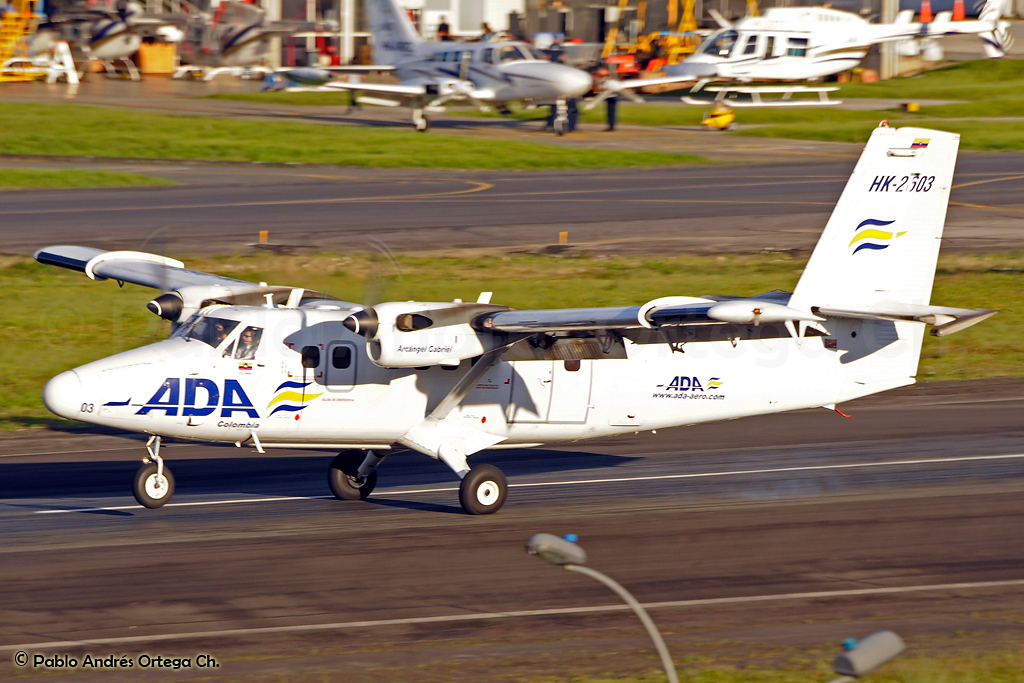
DHC-6 Twin Otter der ADA, Medellin 2011

Aerolínea de Antioquia (ADA S.A.) war eine kolumbianische Regionalfluggesellschaft mit Sitz in Medellín.
ADA nahm 1987 den Flugbetrieb auf und bedient im Linienverkehr über 20 Flugziele in Kolumbien. Hauptstützpunkt war der Flughafen Olaya Herrera in Medellin. Der Flugbetrieb wurde zum 29. März 2019 wegen finanzieller Engpässe auf unbestimmte Zeit eingestellt.

## Flotte
Mit Stand März 2019 bestand die Flotte der Aerolínea de Antioquia aus vier Flugzeugen.
- 4 Dornier 328